# PJ Harvey
PJ (Polly Jean) Harvey (Corscombe, 1969. október 9.) angol énekesnő. A rockzene több műfajában is játszik: art rock, alternatív rock, punk-blues, indie rock, folk-rock, experimental rock. Fellépett a 2017-es Sziget Fesztiválon, Magyarországon.

## Albumok
- Dry (1992)
- Rid of Me (1993)
- 4-Track Demos (1993)
- To Bring You My Love (1995)
- Dance Hall at Louse Point (John Parish-sel) (1996)
- Is This Desire? (1998)
- Stories from the City, Stories from the Sea (2000)
- Uh Huh Her (2004)
- White Chalk (2007)
- A Woman a Man Walked By (John Parish-sel) (2009)
- Let England Shake (2011)
- The Hope Six Demolition Project (2015)
- I Inside the Old Year Dying (2023)